# Beniure
Beniure es una localidad española del municipio leridano de Sant Esteve de la Sarga, en la comunidad autónoma de Cataluña.

## Historia
Hacia mediados del siglo XIX, el lugar tenía contabilizada una población de 22 habitantes. La localidad aparece descrita en el cuarto volumen del Diccionario geográfico-estadístico-histórico de España y sus posesiones de Ultramar de Pascual Madoz de la siguiente manera:

BENIURE: l. de la prov. de Lérida (19 horas), part. jud. y adm. de rent. de Tremp (4), aud. terr. y c. g. de Cataluña (Barcelona 44), dióc. de Urgel y Pabostrado de Mur (2): sit. en un llano á la falda de una colina que se eleva al O., de cuyos vientos le resguarda; goza de clima saludable. La jurisd. municipal está á cargo del único alc. que nombran los vec. Tiene 5 casas agrupadas de un solo piso, y una capilla dedicada á Sta. Cruz, donde se celebra misa los dias feriados; pero para la adm. de Sacramentos tienen que concurrir los vec. á la igl. parr. de Moro, á cuya felig. corresponden. En los alrededores del pueblo brotan algunas fuentecillas de cuyas saludables aguas se surten los vec., y de cuyo sobrante se forma un barranco ó arroyo que se aprovecha en el riego de algunos huertecillos, y en dar impulso á temporadas á un molino harinero: se estiende el térm. de N. á S. 1/4 de hora y 1/2 de E. á O., confinando por el N. y E. con Alsina ; S. con el de San Estéban de Sarga, y O. con Castellnou. El terreno parte llano y parte montuoso, está formado de tierra arenisca y caliza, muy pantanosa en las inmediaciones del pueblo, donde se pierden fácilmente las cosechas en años lluviosos. Carece de bosques, y no tiene otro arbolado que el de los huertecillos. El camino que desde la Conca va á los puntos de Ager, Balaguer y Lérida, pasa por el térm. un poco mas abajo del pueblo; es de herradura y se halla en bastante mal estado. prod.: trigo, cebada, carreon, mijo, judias, vino y aceite; ganado lanar, caza de perdices, conejos y muchos lobos. pobl.: segun datos oficiales, 4 vec., 22 alm. cap. imp.: 6,939 reales.
(Madoz, 1846, p. 227)

Hacia la década de 1850 el municipio de Beniure desapareció, al ser absorbido por el de Alsamora.